# Bombramstenga
Bombramstenga — czwarta, licząc od pokładu, część masztu żaglowca, umocowana do bramstengi i stanowiąca jej przedłużenie. Występuje tylko na dużych jednostkach.